# Súr
Súr is een plaats (község) en gemeente in het Hongaarse comitaat Komárom-Esztergom. Súr telt 1182 inwoners (2015).

## Geschiedenis
De gevechten in de Tweede Wereldoorlog eindigden op 21 maart 1945.
In 1950 werd de nederzetting bijgevoegd van het Comitaat Veszprém naar het Comitaat Komárom.

## Afbeeldingen

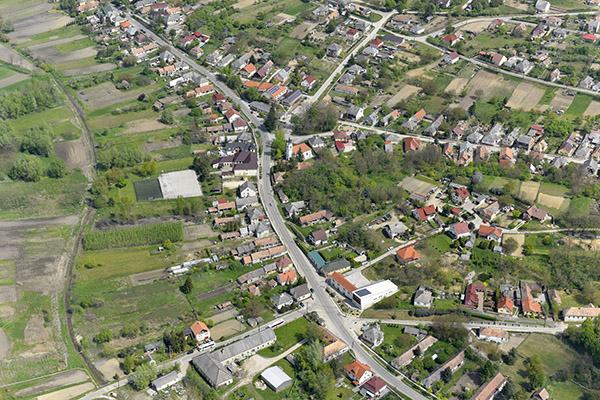
Het dorp Súr is in vogelvlucht
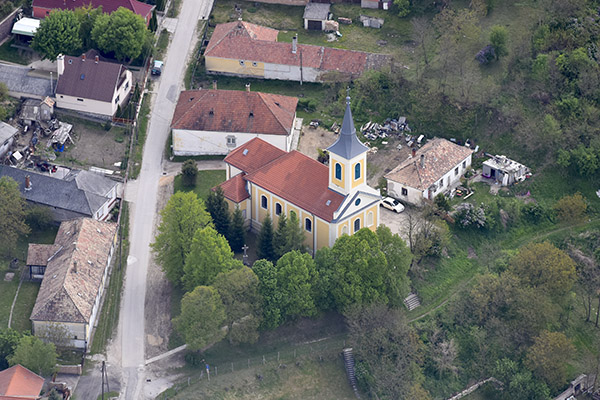
Luchtfoto van katholieke kerk
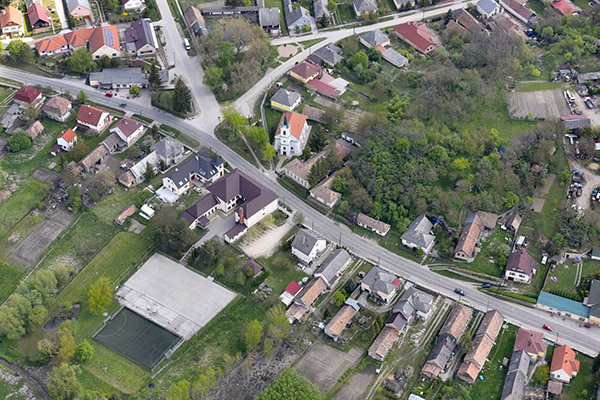
Kerk en sportveld
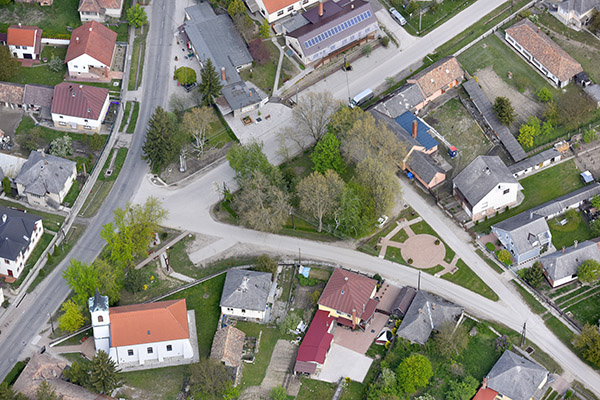
Het centrum van het dorp Súr